# EU-Gipfel Juni 2018
Am 28. und 29. Juni 2018 fand in Brüssel turnusgemäß eine Tagung des Europäischen Rates („EU-Gipfel“) statt.
Im Mittelpunkt des EU-Gipfels standen die nachfolgend genannten Themenbereiche:

## Tagesordnung (29. Juni 2018)

### Migration
Die Gipfelteilnehmer werden die interne und die externe Dimension der Migrationspolitik erörtern und über eine Reform des Gemeinsamen Europäischen Asylsystems (GEAS) sprechen.

### Wirtschaft und Finanzen
Die Gipfelteilnehmer werden voraussichtlich
- Schlussfolgerungen zu verschiedenen Fragen annehmen, die in letzter Zeit im Rahmen der Agenda der EU-Führungsspitzen erörtert wurden, beispielsweise Besteuerung, Innovation und Digitales.
- die länderspezifischen Empfehlungen im Rahmen des Europäischen Semesters 2018 billigen
- zum Thema mehrjähriger Finanzrahmen (MFR) beraten; dabei soll es auch um einen Zeitplan gehen
- sich mit dem Thema Handel befassen.[1]

### Sicherheit und Verteidigung
Auf dem Treffen
- wird die Zusammenarbeit EU-NATO beraten (auch im Hinblick auf den NATO-Gipfel im Juli 2018)
- werden Leitlinien für die künftigen Arbeiten vorgeben, insbesondere was die Ständige Strukturierte Zusammenarbeit (Pesco) betrifft.
- werden die militärische Mobilität, der Europäische Verteidigungsfonds, das Europäische Programm zur industriellen Entwicklung im Verteidigungsbereich und die zivile Gemeinsame Sicherheits- und Verteidigungspolitik (GSVP) besprochen.[2][1]

### Brexit
Der Europäische Rat wird (Artikel 50) im EU-27-Format den Stand der Brexit-Verhandlungen prüfen und Schlussfolgerungen zu den erzielten Fortschritten annehmen.

### Euro-Gipfel
Die Gipfelteilnehmer werden über eine Reform der Wirtschafts- und Währungsunion beraten.

## Sonstiges
Am 24. Juni 2018 fand in Brüssel ein informelles Treffen von Ministern und Staatschefs aus 16 EU-Ländern statt. Hauptthema war die Flüchtlingskrise in Europa seit 2015.
Für Giuseppe Conte (Italien) und Pedro Sánchez (Spanien) ist es der erste EU-Gipfel.